# Ameonna

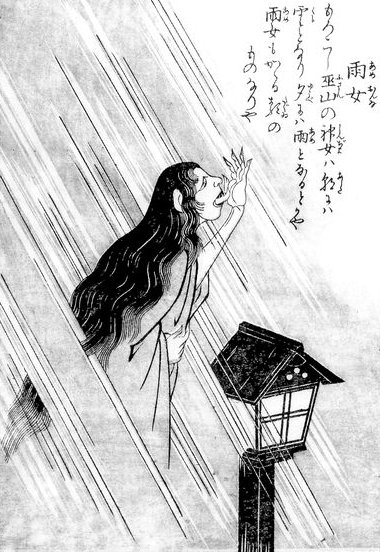
Um ameonna ilustrado por Toriyama Sekien.

Ameonna (雨女, "mulher chuva") é um youkai-espírito feminino. É ilustrado por Toriyama Sekien em Konjaku Hyakki Shūi como uma mulher na chuva lambendo sua própria mão. Ela é descrita como a Deus do Monte Wushan (na China). Ela também pode tomar a forma de nuvens da manhã ou das chuvas da tarde. É considerada como portadora da chuva para as plantações de trigo. Comparado com uma yuki-onna, aparições da ameonna são bem raras. 

## História
Acredita-se que o rei Huai de Chu tinha relações amorosas com divindades femininas, e, em um de seus sonhos, ele havia se apaixonado por uma divindade feminina solteira, que o deixaria mais tarde com as palavras: "Eu serei uma nuvem de manhã e chuva de tarde.". 
- Mizuki, Shigeru (2003). Mujara 2: Chūbu-hen. Japan: Soft Garage. 13 páginas. ASIN 486133005X

- (em japonês) — CSK: Hyakki Yagyō: Ameonna Acessado em 8 de junho de 2008.
- (em japonês) — Wikipedia em japonês: Ameonna Acessado em 8 de junho de 2008.